# Phan Lương Báu
Phan Lương Báu (2 tháng 12 năm 1905 - 12 tháng 11 năm 1981), đại biểu Quốc hội Việt Nam khóa I

## Tiểu sử
Ông sinh tại làng Thới Thạnh, tổng Thới Bảo, quận Ô Môn, tỉnh Cần Thơ (ngày nay thuộc thành phố Cần Thơ)
Học các trường: Collège de Cantho, Chasseloup Laubat Saigon
Năm 1930: Tốt nghiệp Institut Agricole, Universite de Nancy
Năm 1931: Thủ khoa École Nationale de Sericulture, Montpellier
Năm 1945: Đại biểu Quốc hội Việt Nam khóa I
Năm 1956 - 1958: Giám đốc Trường Quốc gia Nông Lâm Mục Blao
Cuối năm 1958: Hiệu trưởng Trường Canh Nông Thực hành Cần Thơ
Năm 1967: Giám đốc Trường Cao đẳng Nông nghiệp thuộc Viện Đại học Cần Thơ